# NEC TK 80
NEC TK 80 (TK 80) је био кућни рачунар фирме NEC који је почео да се производи у Јапану од 1976. године.
Користио је μPD8080AD као микропроцесор. RAM меморија рачунара је имала капацитет од 512 бајтова. 

## Детаљни подаци
Детаљнији подаци о рачунару TK 80 су дати у табели испод.
|                       |                                                       |
| [ 1 ]                 |                                                       |
| Произвођач            |                                                       |
| Тип                   | кућни рачунар                                         |
| Меморија              | 512 бајтова                                           |
| Поријекло             | Јапан                                                 |
| Година                | 1976                                                  |
| Тастатура             | хексадецимална тастатура, 25 тастера                  |
| Процесор              | -                                                     |
| Фреквенција процесора | 1,3                                                   |
| RAM                   | 512 бајтова                                           |
| ROM                   | 2 ?                                                   |
| Текст                 | 8 знакова у једној линији (7-сегментни LED показивач) |
| Графика               | Нема                                                  |
| Боја                  | Нема                                                  |
| Звук                  | Нема                                                  |
| Димензије             | 310 са 180                                            |
| Портови               |                                                       |
| Оперативни систем     |                                                       |